# Falmouth (Jamaika)
Falmouth ist Hauptstadt des Parish Trelawny auf Jamaika, rund 30 km von Montego Bay entfernt. Benannt ist sie nach dem Geburtsort des damaligen Gouverneurs Sir William Trelawny, Falmouth in England. Der historische Stadtkern gilt als einer der besterhaltenen in der Karibik. 2011 betrug die Einwohnerzahl 8700 Menschen. Unter Heranziehung des jamaikanischen Bevölkerungswachstums in der Periode von 2001 bis 2011 von 0,59 %/Jahr würde die Einwohnerzahl zu Beginn des Jahres 2022 ungefähr 9300 betragen.

## Geschichte
Falmouth wurde 1769 von Thomas Reid gegründet. Die Stadt wurde systematisch geplant, das breite, rechtwinklige Straßenmuster ist noch heute zu erkennen. Noch vor New York wurde sie mit Leitungswasser versorgt. In Falmouth und auf den Plantagen in der Umgebung entstanden hervorragende Beispiele der Georgianischen Architektur in der durch die klimatischen Verhältnisse in den Tropen veränderten Form der Jamaican Georgian Architecture. Einer der jamaikanischen Plantagenbesitzer und Sklavenhalter war John Tharp (1736–1804), der sowohl sein Herrenhaus und auch ein Hospital für kranke Sklaven auf der Plantage Good Hope als auch sein Stadtpalais am eigenen Exportanleger in Falmouth im Georgian Style bauen ließ.
Um 1800 florierte Falmouth als Handelszentrum Trelawnys, besonders für Zuckerrohr. Die Stadt war ein bedeutender Exporthafen für Zuckermelasse. Nach dem Ende der Sklaverei auf Jamaika 1838 begann der Niedergang der Stadt. Der Geldmangel führte unter anderem dazu, dass Gebäude aus der Zeit zwischen 1790 und 1840 nicht durch neue ersetzt wurden.

## Stadterneuerung und -entwicklung
Einige der älteren Gebäude in Falmouth und Umgebung wurden in den letzten Jahren von der mit nordamerikanischen Stiftungsgeldern unterstützten Organisation Falmouth Heritage Renewal und der örtlich ansässigen Falmouth Restoration Company restauriert und sind eine Touristenattraktion. Das neugotische Pfarrhaus der Baptistengemeinde aus dem Jahre 1798 wurde Sitz der Organisation. Der jüdische Friedhof wurde wieder hergerichtet, ebenso das Postamt aus dem Jahre 1815. 2011 wurde die 1796 erbaute Kirche der Anglikaner renoviert und zahlreiche private Wohnbauten aus Holz repariert, manche sogar mit den traditionellen Holzschindeln neu gedeckt.

## Kreuzfahrttourismus
Seit 2011 ist Falmouth Anlaufpunkt für Kreuzfahrtschiffe, die in dem neu erbauten Kai- und Hafenbereich anlegen. Der Kreuzfahrthafen konnte sich relativ schnell neben den beiden anderen jamaikanischen Kreuzfahrthäfen Ocho Rios und Montego Bay etablieren. Der bisherige Höhepunkt wurde 2017 mit 181 Schiffsanläufen und einer Passagierzahl von 845.652 verzeichnet. Bedingt durch die COVID-19-Pandemie brach dieser Wirtschaftszweig allerdings seit März 2020 stark ein. 2021 wurden nur noch 11 Kreuzfahrtschiffe gezählt, mit 16.071 Passagieren.
| [ 2 ]             | 2016    | 2017    | 2018    | 2019    | 2020    | 2021   |
| Kreuzfahrtschiffe | 160     | 181     | 161     | 139     | 29      | 11     |
| Passagiere        | 707.883 | 845.652 | 744.671 | 564.267 | 115.530 | 16.071 |

## Sport
Der Fußballklub Village United FC ist in Falmouth beheimatet.

## Trivia
- In Falmouth wurden Szenen für die Filme Papillon und James Bond 007 – Leben und sterben lassen gedreht.

## Söhne und Töchter der Stadt
- Luther Blissett (* 1958), englischer Fußballspieler
- Ben Johnson (* 1961), kanadischer Leichtathlet
- Ky-Mani Marley (* 1976), jamaikanischer Filmschauspieler und Reggaemusiker, Sohn von Bob Marley
- Dane Hyatt (* 1984), jamaikanischer Sprinter